# Eudule aluta
Eudule aluta är en fjärilsart som beskrevs av Felder 1875. Eudule aluta ingår i släktet Eudule och familjen mätare. Inga underarter finns listade i Catalogue of Life.